# União Atlético Clube (Tocantins)
União Atlético Clube, anteriormente conhecido como União Atlética Carmolandense e seu primeiro nome como União Atlética Araguainense é um clube brasileiro de futebol, originário de Araguaína, que foi sediado na cidade de Carmolândia, no estado de Tocantins. Mas voltou a ser sediado em Araguaína, se tornando o time da região norte do estado.

## História

### União Atlética Araguainense (1992–2021)
Fundado em 27 de maio de 1992, jogou 4 edições do Campeonato Tocantinense (1993 a 1996), sagrando-se campeão estadual em 1994 e tendo ainda o artilheiro da competição (Gil, com 8 gols). Venceu ainda a extinta  Copa Tocantins em 1995.
Licenciou-se do futebol em 1997 e permaneceu inativo até 2009, quando participou da Segunda Divisão estadual, terminando em 5º lugar.
Enquanto estava sediado em Araguaína, o clube mandava seus jogos no estádio Mirandão.
Em 2021, o União mudou-se para Carmolândia para a disputa da Segunda Divisão, voltando ao futebol profissional após 12 anos.
Durante a disputa, revezou entre os estádios Adailton Kelly e Gauchão (em Araguaína) para o mando de seus jogos. 
Em dezembro de 2021, se tornou campeão da Segunda Divisão do Tocantins ao vencer o Bela Vista de Cachoeirinha na última partida da triangular final no estádio Adailton Kally. Com o título, o União jogou a Primeira Divisão Tocantinense em 2022, chegando as semi-finais, perdendo o primeiro jogo em casa, e ganhando o jogo da volta na casa do Tocantinópolis levando a partida para os penaltis, o Tocantinópolis acabou ganhando nas penalidades, união ficando em 3 lugar no campeonato.
Hoje o União sede em Araguaína, mas se tornou o time do norte, não só da cidade  de Araguaína mas das cidades vizinhas inclusive o Carmolándia onde se concentra a torcida organizada Guerreiros Do Norte

### 2024
Em 2024, a equipe do União disputou a primeira divisão estadual. E de volta a Araguaína, a equipe mandou seus jogos no estádio Mirandão.
Com 6 vitórias, 1 empate e nenhuma derrota, a equipe somou 19 pontos, finalizando a primeira fase da competição em primeiro lugar.

Na fase semi-final, a equipe do União enfrentou a conterranea Araguaína. E com dois empates por 1 a 1, a classificação foi decidida nos penaltis, onde o União venceu as penalidades por 5 a 4.
Na final, o adversário da vez foi o Tocantinópolis. Com duas vitórias pelo placar de 2 a 1, a equipe do União sagrou-se campeã do Campeonato Tocantinense de 2024.

### 2025
Pela Copa do Brasil, o União em uma virada espetacular de 4x2 em cima do América-RN conquistou a classificação inédita para a segunda fase da competição. Pelo Campeonato Tocantinense de Futebol, conseguiu seu bicampeonato consecutivo em cima do Araguaína Futebol e Regatas nos pênaltis.

## Títulos
| ESTADUAIS | ESTADUAIS                            | ESTADUAIS | ESTADUAIS         |
|           | Competição                           | Títulos   | Temporadas        |
| --------- | ------------------------------------ | --------- | ----------------- |
|           | Campeonato Tocantinense              | 3         | 1994, 2024 e 2025 |
|           | Copa Tocantins                       | 1         | 1995              |
|           | Campeonato Tocantinense - 2ª Divisão | 1         | 2021              |